# Metagonia chiquita
Metagonia chiquita là một loài nhện trong họ Pholcidae. Loài này được phát hiện ở México.